# All the love in the world (Dionne Warwick)
All the love in the world is een single van Dionne Warwick. Het nummer is afkomstig van haar album Heartbreaker en is geschreven door de drie Bee Gees-broers Barry, Robin en Maurice Gibb. Barry Gibb trad tevens op als muziekproducent. Hij en Warwick namen het lied op in de Middle Ear Studio in Miami, Florida in de maanden april en mei 1982. Pas later bleek dat Barry zelf ook al een versie had opgenomen om Warwick te “sturen”. Die versie uit februari van dat jaar was pas in 2006 te beluisteren in een download als onderdeel van The Heartbreakers-demo.
Onder de studiomuzikanten bevond zich Steve Gadd, een van de meest gerenommeerde drummers van die tijd.
De B-kant It makes no difference werd geschreven door het producersduo Barry Gibb en Albhy Galuten; die laatste speelde ook toetsinstrumenten op het album.

## Hitnotering
Alle samenwerking ten spijt, haalde het nummer net geen notering in de Billboard Hot 100. Wel kreeg het een notering in de Adult Contemporary Chart van hetzelfde blad. In het Verenigd Koninkrijk werd het nummer wel een succes: tien weken notering met een tiende plaats als hoogste notering was zijn deel.

### Nederlandse Top 40
| Positie: | 22 | 10 | 5 | 3 | 4 | 10 | 21 | 34 | uit |

### NederlandseMega Top 50
| Positie: | 42 | 23 | 15 | 11 | 11 | 12 | 20 | 43 | uit |

### BelgischeBRT Top 30
| Positie: | 15 | 8 | 8 | 8 | 18 | 12 | uit |

### VlaamseUltratop 50
| Positie: | 34 | 17 | 8 | 7 | 7 | 15 | 15 | 21 | 26 | uit |

### NPO Radio 2 Top 2000
All the Love in the World stond alleen in 1999 in de NPO Radio 2 Top 2000, op plek 1860.